# Самолица
Самолица (на сръбски: Самољица или Samoljica; на албански: Sumulicë) е село в Югоизточна Сърбия, Пчински окръг, община Буяновац.

## Население
Албанците в община Буяновац бойкотират проведеното през 2011 г. преброяване на населението.
Според преброяването на населението от 2002 г. селото има 893 жители.

### Етнически състав
Данните за етническия състав на населението са от преброяването през 2002 г.
- албанци – 876 жители
- сърби – 12 жители
- бошняци – 1 жител
- неизвестно – 4 жители

## Личности
Починали в Самолица
- Христо Стефанов - Старачки (1870 – 1940), сръбски четнически войвода